# Chthoneis dilaticornis
Chthoneis dilaticornis es un coleóptero de la familia Chrysomelidae.
Fue descrita científicamente en 1888 por Jacoby.